# Педынки
Педы́нки (укр. Пединки) — в Любарском районе Житомирской области Украины, основано в 1585 году.
Код КОАТУУ — 1823185701. Население по переписи 2001 года составляет 694 человека. Почтовый индекс — 13144. Телефонный код — 4147. Занимает площадь 2,272 км².
До 2010 года называлось Педынка (укр. Пединка). Переименовано решением Житомирского областного совета от 18 марта 2010 года № 1062 «О внесении изменений в административно-территориальное устройство Житомирской области». Верховной радой уточнение пока не утверждено.

## Адрес местного совета
13144, Житомирская область, Любарский р-н, с. Педынки, ул. Победы, 4а, тел. 9-33-48.